# Wasserkocher

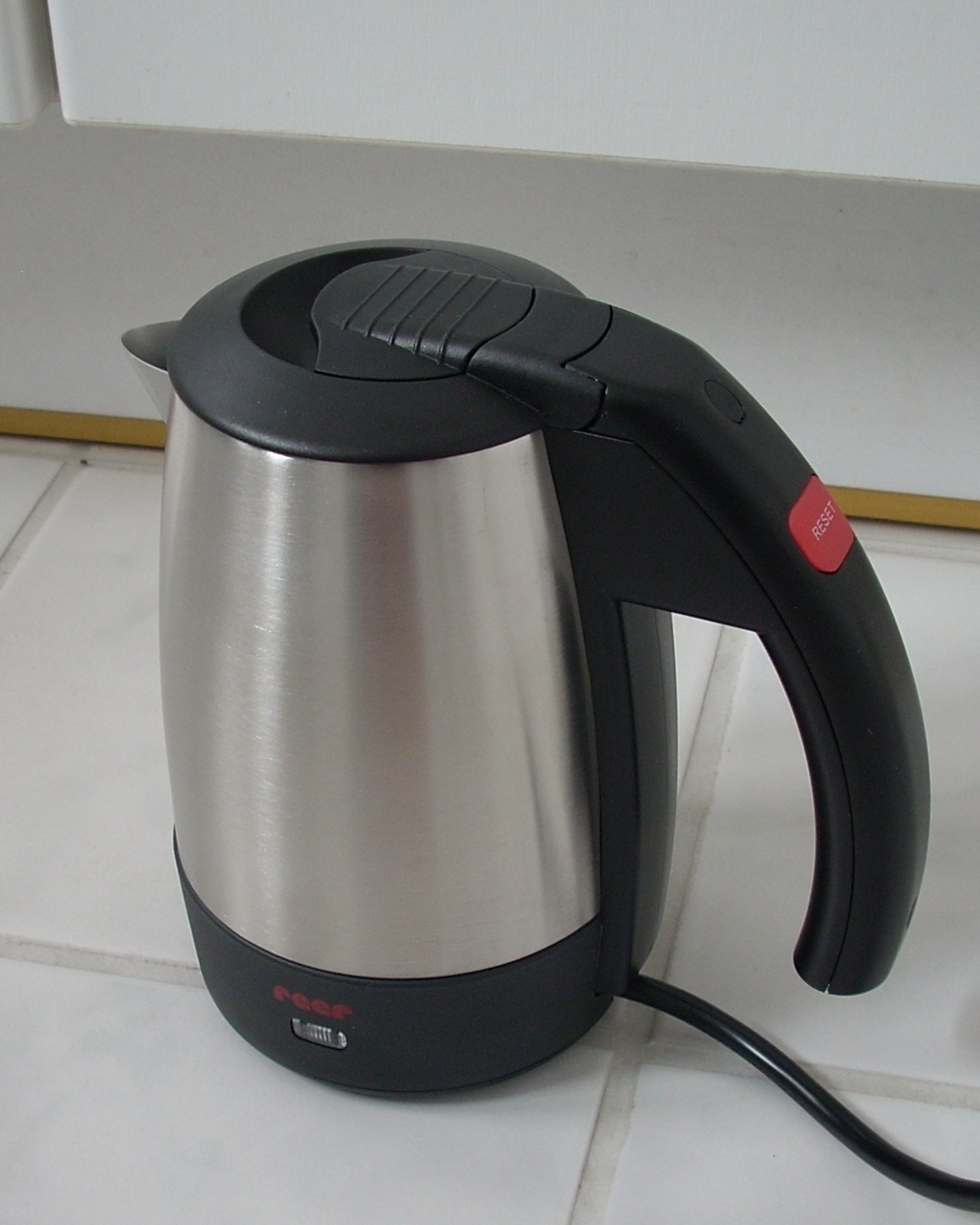
Einfacher moderner Wasserkocher ohne Sockel und ohne Temperaturregulierung mit Edelstahlgefäß für 0,5 l

Wasserkocher sind elektrische Küchengeräte, mit denen sich Wasser besonders schnell erhitzen lässt. Da das Heizelement im Gerät integriert ist, sind weder Herd noch offenes Feuer notwendig. Je nach Modell finden sich kessel-, kannen- oder krugförmige Bauformen des Kochgefäßes. Viele Geräte arbeiten mit einer in einem Metallrohr untergebrachten Heizwendel nach dem Prinzip des Tauchsieders. Mit Geräten, bei denen das Heizelement unter einer Bodenplatte liegt, fällt die Reinigung leichter. Bei vielen Wasserkochern kann das Kochgefäß von seinem Kontaktsockel abgenommen und damit leicht vom Stromkreis getrennt sowie frei bewegt werden.

## Geschichte

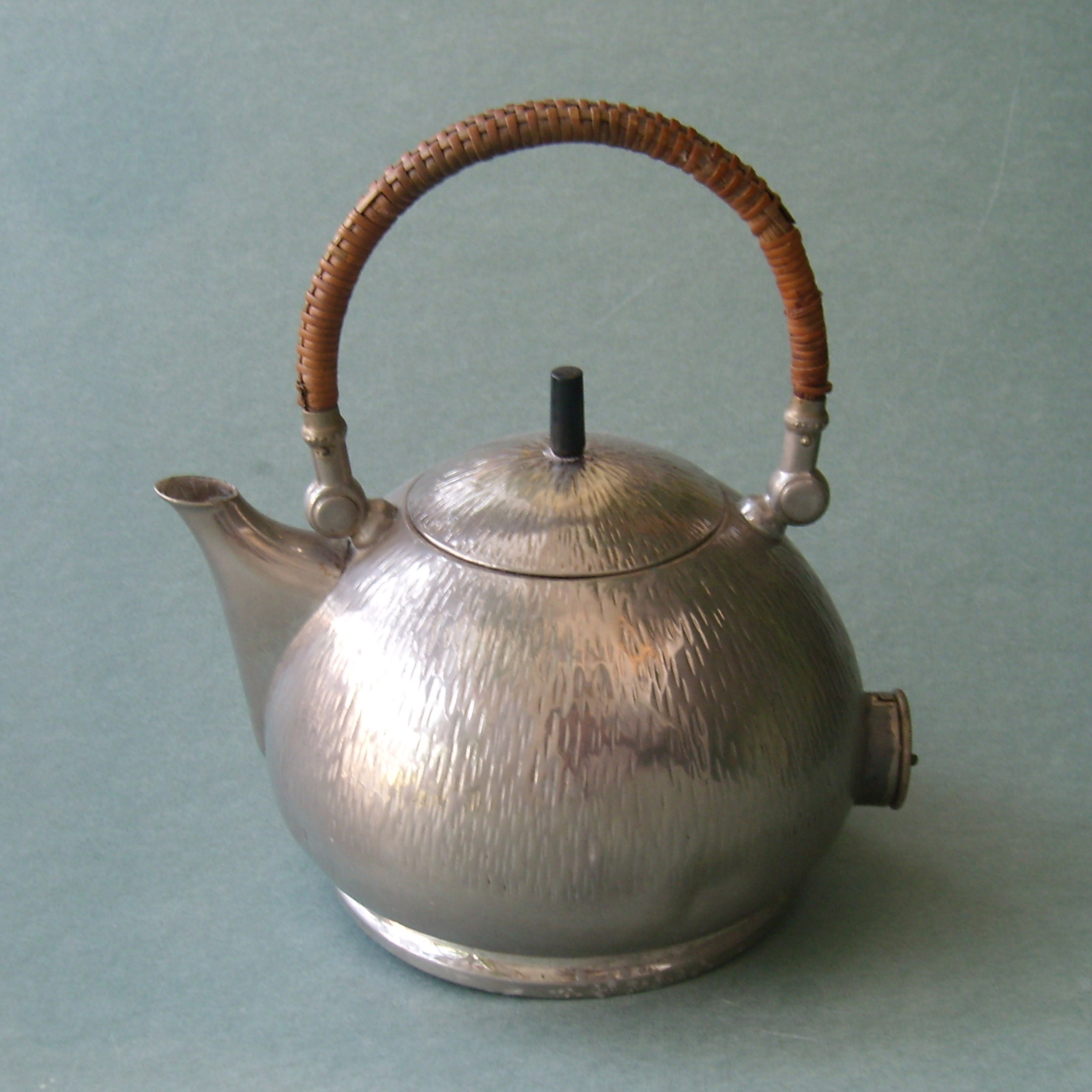
Elektrischer Wasserkocher, gestaltet von Peter Behrens, 1909

Elektrische Wasserkocher haben weitgehend die früher zur Wassererwärmung üblichen Pfeifkessel und Tauchsieder abgelöst.
Der erste elektrische Wasserkocher wurde 1893 auf der Weltausstellung in Chicago gezeigt. Es gab aber lange vorher schon (nichtelektrische) Tischkocher für Menschen ohne Zugang zu einem Herd.
Eine vor allem in Russland verbreitete Form des Wasserkochers ist der mit Holzkohle oder Petroleum, später auch mit elektrischen Heizelementen beheizte Samowar.

## Aufbau und Funktion

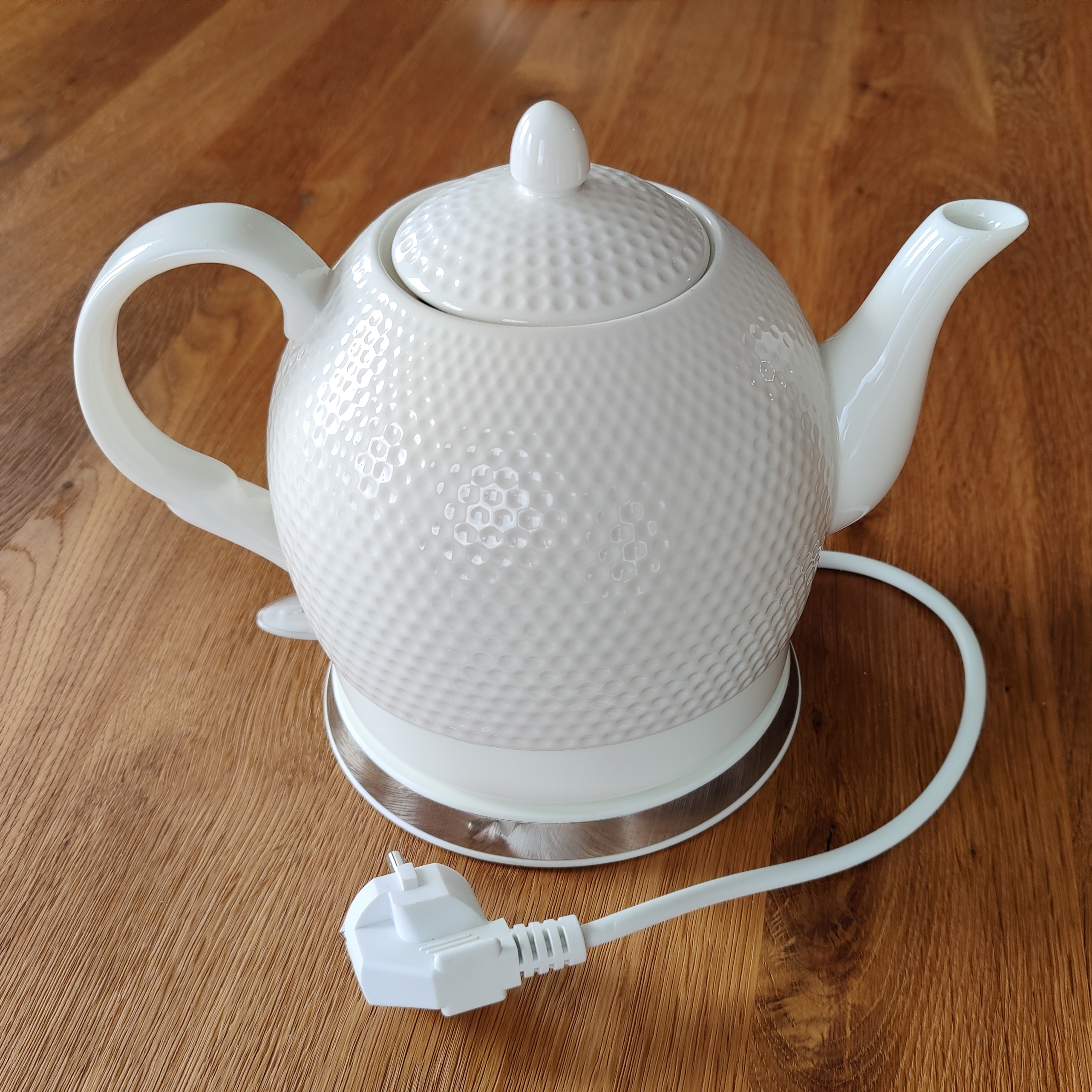
Zweiteiliger Keramik-Wasserkocher

Moderne Wasserkocher bestehen meistens aus zwei Teilen:
- einem abnehmbaren Kochgefäß aus Kunststoff, Metall (meist rostfreier Edelstahl), Keramik oder Glas mit Heizelement (meistens verdeckt, eine aus rostfreiem Stahl bestehende Bodenplatte beheizend)
- sowie einem separaten Fußteil mit Zuleitungskabel, das über eine Steckverbindung für die Stromversorgung des auf den Sockel gestellten Kochgefäßes sorgt. Solche zweiteiligen Geräte werden im Handel und in der Werbung auch als „kabellos“ bezeichnet, womit gemeint ist, dass das abnehmbare Kochgefäß nicht mit einem Kabel mit der Stromversorgung verbunden ist, sondern durch das Aufsetzen auf den Unterteil mit der Stromversorgung verbunden wird bzw. durch Abheben vom Stromnetz getrennt wird.

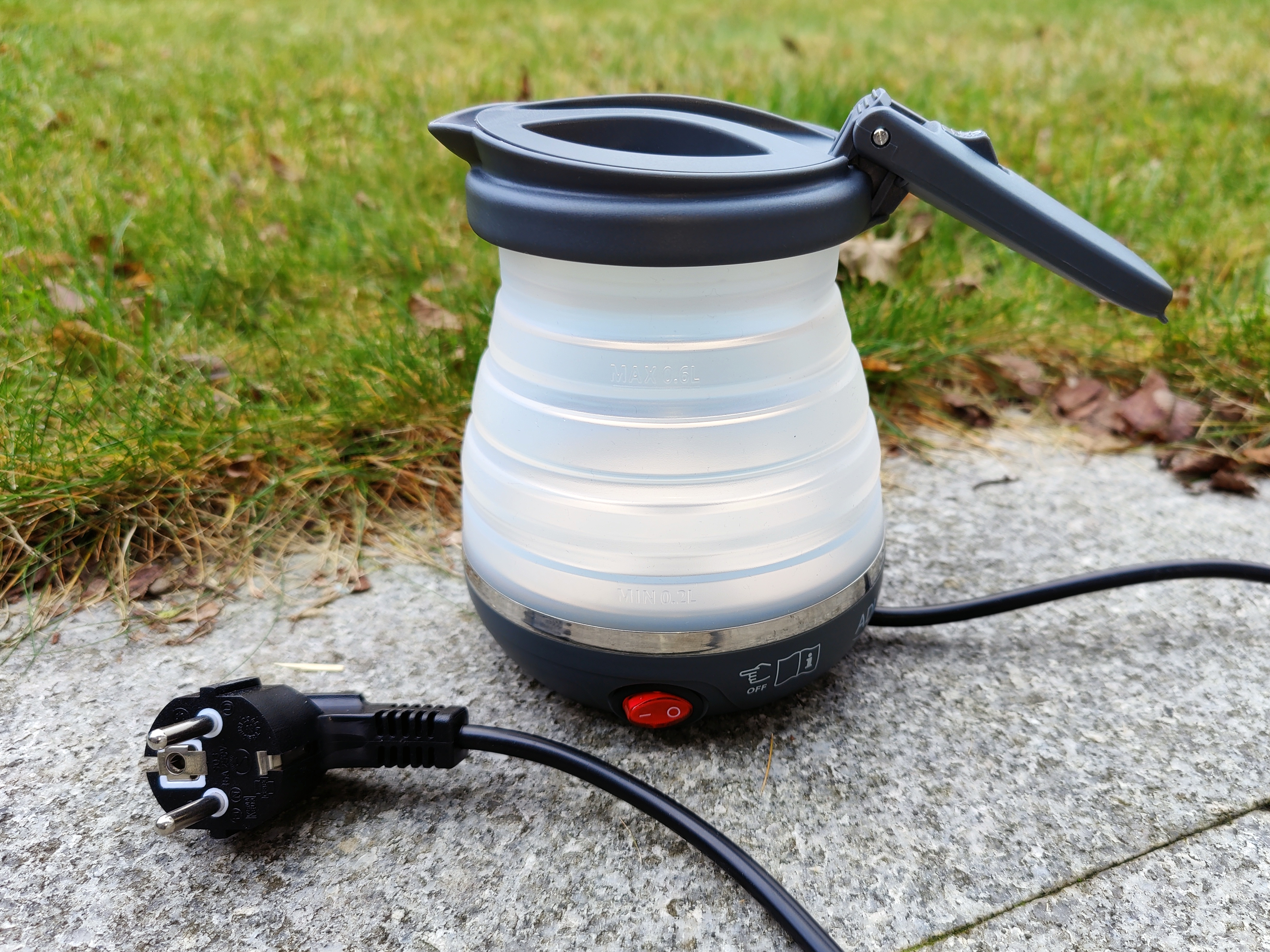
Einteiliger Camping-Wasserkocher

Außerdem werden einteilige Geräte angeboten, die meist ebenfalls mit einem verdeckten Heizelement ausgestattet sind. Bei diesen Geräten sollte man vor dem Einfüllen von Wasser das Anschlusskabel vom Stromnetz trennen, um das Risiko eines Stromunfalls zu verringern.
Das Kochgefäß hat meist einen (Plastik-)Deckel als Spritz- und Verbrühschutz, um die Verdunstung zu verringern und die Wärme im Behälter zu halten. Eine automatische Abschaltung beim Erreichen des Siedepunktes ist nur bei geschlossenem Deckel funktionsfähig. Bei manchen Geräten ist der Ausguss mit einem Permanent-Wasserfilter versehen.
Zum Befüllen mit Wasser kann der Deckel meist manuell auf Knopfdruck hochgeklappt oder auch ganz entfernt werden. Bei manchen Geräten ist auch ein Befüllen direkt über den Ausguss möglich und vorgesehen. Voraussetzung dafür ist ein entsprechend breiter Ausgießer und ein Permanentfilter, der einen Wasserfluss in beiden Richtungen ermöglicht (zum Beispiel, indem er automatisch durch den Wasserdruck oder die Schwerkraft wegklappt), oder der Verzicht auf einen entsprechenden Filter vor dem Ausguss.

### Steuerung

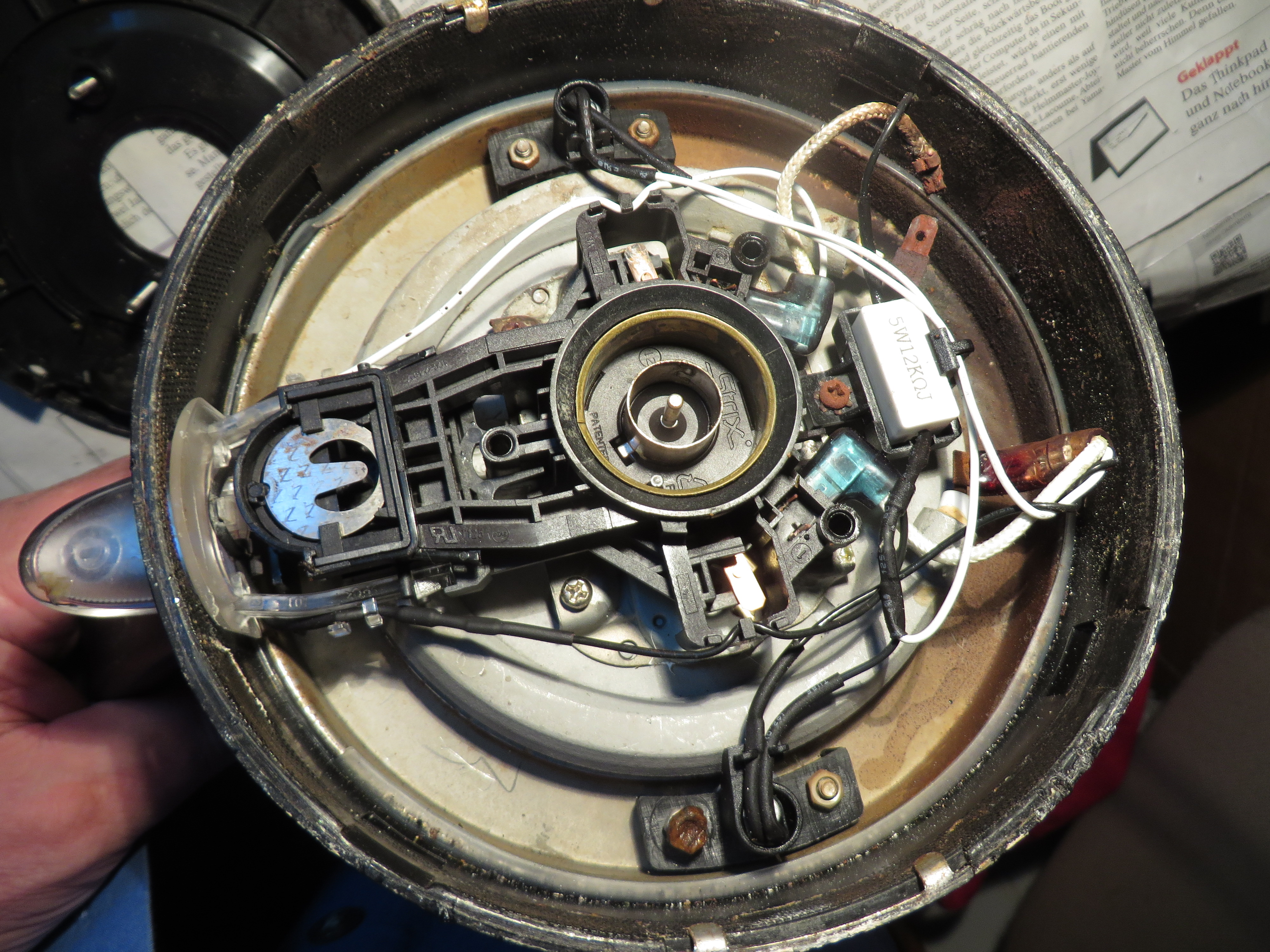
Innenansicht eines Wasserkochers mit dem links erkennbaren runden Bimetall-Element, welches durch Dampf abschaltet

Wasserkocher haben außer dem Heizelement einen Sprungschalter (Temperaturschalter), der mit einem Bimetall das Gerät automatisch ausschaltet. Er ist zusammen mit einem mit ihm mechanisch gekoppelten Ein-/Ausschalter so im Gehäuse des Kochgefäßes angeordnet, dass er nicht vom Wasser, sondern nur durch entstehenden Dampf erwärmt wird, der in größerer Menge erst beim Sieden entsteht und den Temperaturschalter mithin erst dann abschalten lässt. Für eine korrekte Funktion der Abschaltung muss daher der Deckel geschlossen sein, da der entstehende Dampf ansonsten entweicht und den Temperaturschalter nicht erreicht. Einige Gerätetypen schalten sich durch Öffnen des Deckels ab.

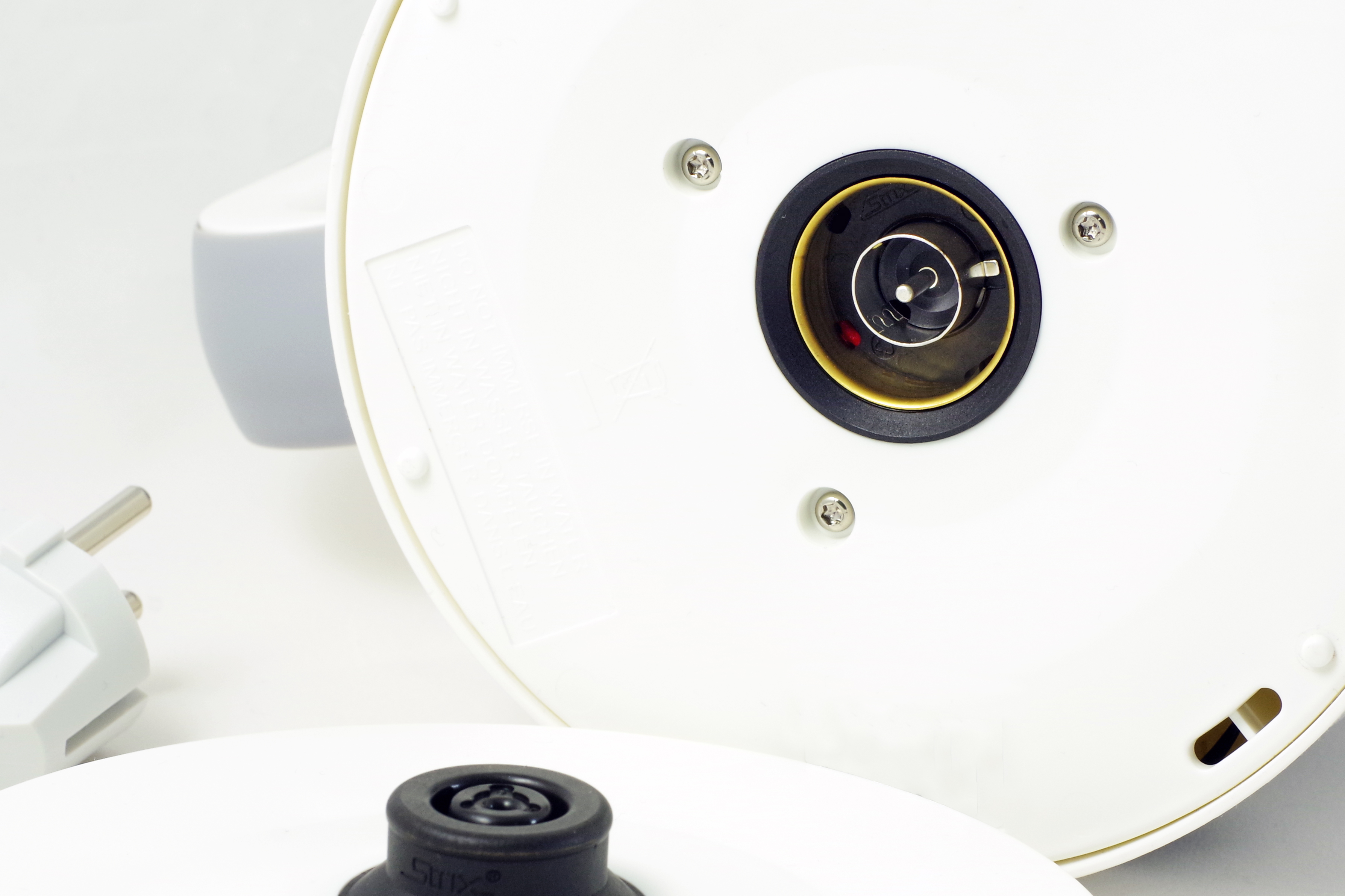
Zentrisch angeordnete Steckverbindung im Sockel eines Wasserkochers

Die elektrische Verbindung zur Aufstellplatte ist bei vielen Geräten in Form einer konzentrischen Steckverbindung ausgeführt. Diese enthält meist einen Fühlstift, der beim Anheben das Gerät abschaltet, sofern die automatische Abschaltung noch nicht angesprochen hat. Dadurch schaltet auch in diesem Fall das Gerät ab, bevor die elektrische Steckverbindung zwischen Gerät und Sockel mechanisch unterbricht. Dadurch wird verhindert, dass die Steckverbindung durch Abreißfunken beschädigt bzw. verschlissen wird. Es wird vor allem auch vermieden, dass ein versehentlich noch eingeschaltetes Gerät auf den Sockel zurückgestellt wird und unbeabsichtigt weiter heizt.
Heute verwendete Wasserkocher haben eine unabhängig von der Abschaltautomatik arbeitende Temperatursicherung (Trockengehschutz). Diese arbeitet oft ebenfalls auf die Abschalteinrichtung und ist dann reversibel. Wasserkocher sollten dennoch nicht unbeaufsichtigt oder leer betrieben werden.
Im Gerätesockel oder Kabelstecker des Anschlusskabels befinden sich manchmal zusätzliche irreversibel auslösende Temperatursicherungen gegen Überhitzung.

### Bauformen

Prinzip der Kochend-Abschaltung durch Wasserdampf

Man unterscheidet zwischen Wasserkochern mit verdecktem und freiliegendem Edelstahlheizelement, letztere sind zum Teil nicht mehr in Form herkömmlicher Heizdrähte, sondern als gedruckte Schaltungen ausgeführt.
Freiliegendes Heizelement
Die Heizspirale ermöglicht eine kompakte Gerätebauform. Da sie völlig von Wasser bedeckt sein muss, können kleine Wassermengen nicht ohne Risiko erhitzt werden.
Verdecktes Heizelement (Edelstahlheizboden)
Leicht zugänglich, jedoch geringere Wärmeübergangsfläche, daher stärkeres Siedegeräusch – einige Geräte bieten deshalb wahlweise eine spezielle Betriebsart zum langsameren, dafür aber besonders geräuscharmen Heizvorgang.

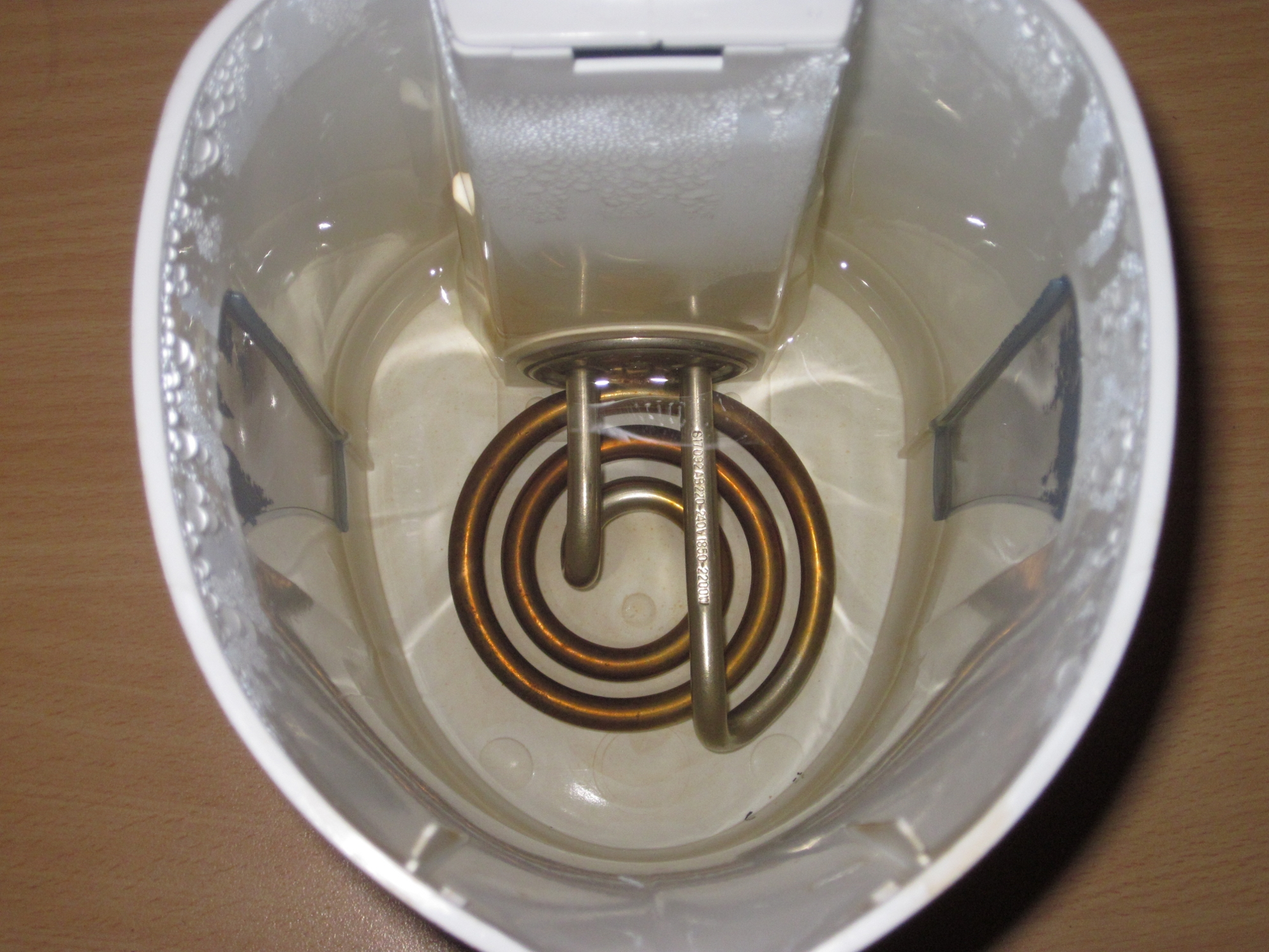
Blick ins Kochgefäß bei einem Wasserkocher mit freiliegendem Heizelement (Heizwendel)
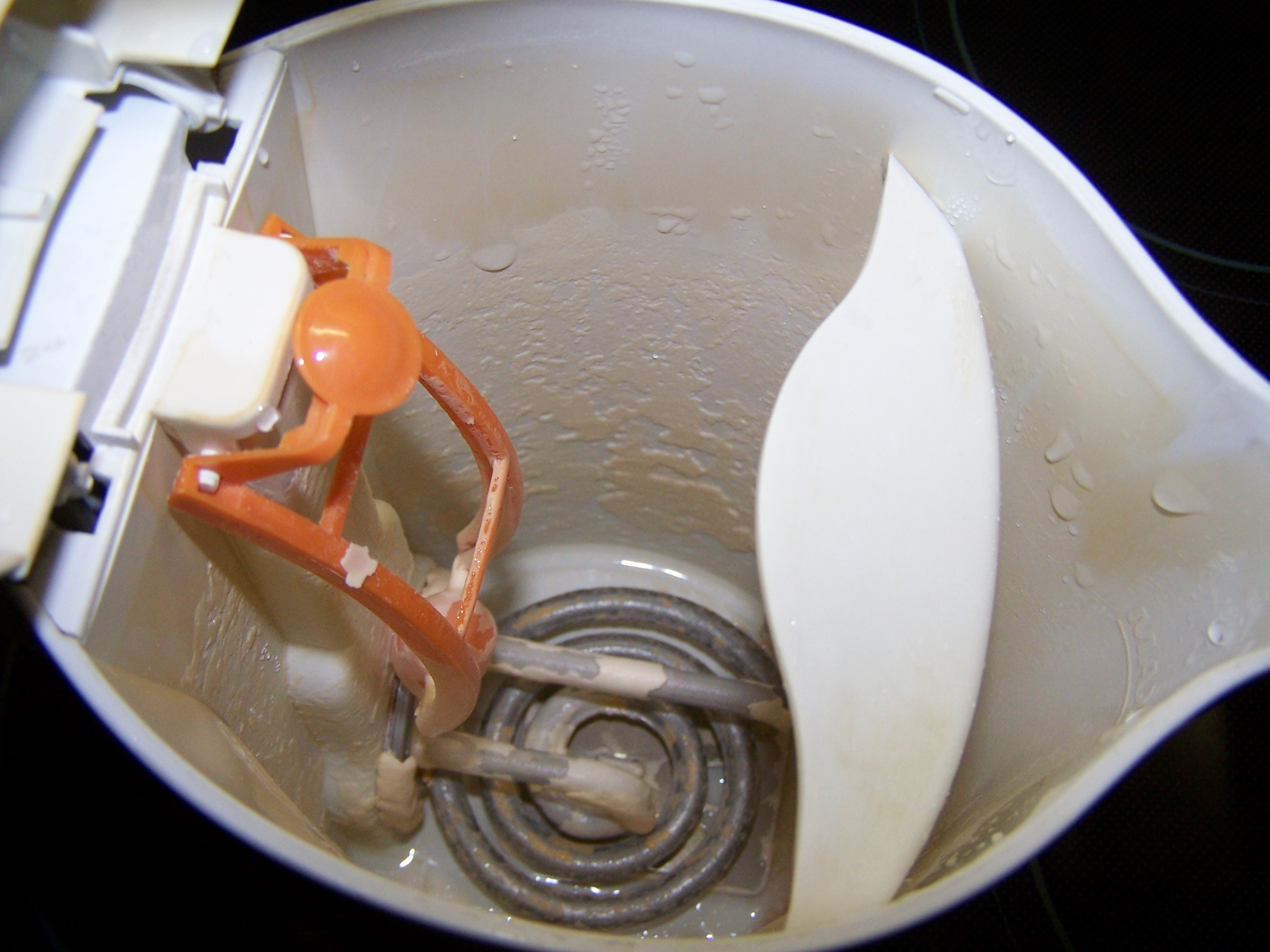
Freiliegendes Heizelement mit Kalkablagerungen

## Leistung und Effizienz
Haushaltsübliche Wasserkocher haben eine Füllmenge von ein bis zwei Litern (elektrische Wasserkessel für den gewerblichen Bereich auch bis zu vier Liter) und eine Heizleistung von 600 bis 3100 Watt. Eine höhere Leistungsaufnahme geht dabei auch mit entsprechend kürzeren Kochzeiten und weniger Wärmetransport in die Umgebung einher, insofern sind Hochleistungsgeräte gegenüber langsameren Wasserkochern auch in der Energiebilanz leicht im Vorteil. 
Einige kannenförmige Geräte mit gekapseltem Heizboden verfügen über spezielle Einfüllvorrichtungen, Doppelreservoirs oder genauer auflösende Füllstandsanzeigen, um insbesondere auch sehr kleine Wassermengen (z. B. eine Tasse und weniger) genau einfüllen und gezielt erhitzen zu können, um auf diese Weise Energie, Wasser und Zeit zu sparen.
Wasserkocher erwärmen Wasser ähnlich effizient wie Tauchsieder, moderne Modelle schalten überdies automatisch ab und sind daher sparsamer und sicherer als Tauchsieder.
Tauchsieder und Wasserkocher erwärmen Wasser effizienter als elektrische Kochplatten. Das liegt daran, dass die Energie praktisch direkt an das Wasser abgegeben wird und nicht die Herdplatte und deren Umgebung erwärmen muss.
Die Erwärmung von Wasser mit einem Wasserkocher war in Deutschland im Jahre 2006 teurer (ca. 1,9 ct pro Liter) als auf einem Gasherd (ca. 1,5 ct pro Liter).
Für das Jahr 2019 ergeben sich in Deutschland für den Gasherd 1,59 ct pro Liter (Gaspreis: 6,34 ct pro kWh, Wirkungsgrad: 38 %) und für den Wasserkocher 3,3 ct pro Liter (mittl. Haushalt-Strompreis: 30,85 ct pro kWh, Effizienz: 89 %). Auch bei Wirkungsgraden von 30 bis 40 % für Gasherde hatte Gas stets einen Preisvorteil.
Zum Vergleich liegt die Effizienz einer Ceran-Kochplatte zum Erhitzen von 1 Liter Wasser um 80 Kelvin bei 56 %.

## Gesundheitsaspekte und Sicherheit
Die meisten Wasserkocher sind unter Gesundheitsaspekten unbedenklich. Einige Exemplare können jedoch Nickel oder hormonell wirksame Substanzen (Bisphenol A) an das Wasser abgeben, besonders wenn das Wasser längere Zeit im Gerät verbleibt. Das gilt insbesondere für Geräte mit freiliegender Heizspirale bzw. solche mit Kunststoffgehäuse.
Aus Kunststoff-Wasserkochern kann sich Mikroplastik ins kochende Wasser herauslösen. In einer Stichprobenuntersuchung war das bei allen vier getesteten Geräten der Fall, jeweils in unterschiedlich hoher Konzentration. Mögliche Auswirkungen auf den Verwender beim Trinken oder anderweitigen Konsumieren sind noch ungeklärt. 2019 testete das Schweizer Konsumentenmagazin Saldo zehn Wasserkocher aus Kunststoff. Bei sechs der getesteten Wasserkocher lösten sich beim Kochen 5 bis 50 Mikrometer große Plastikteilchen.

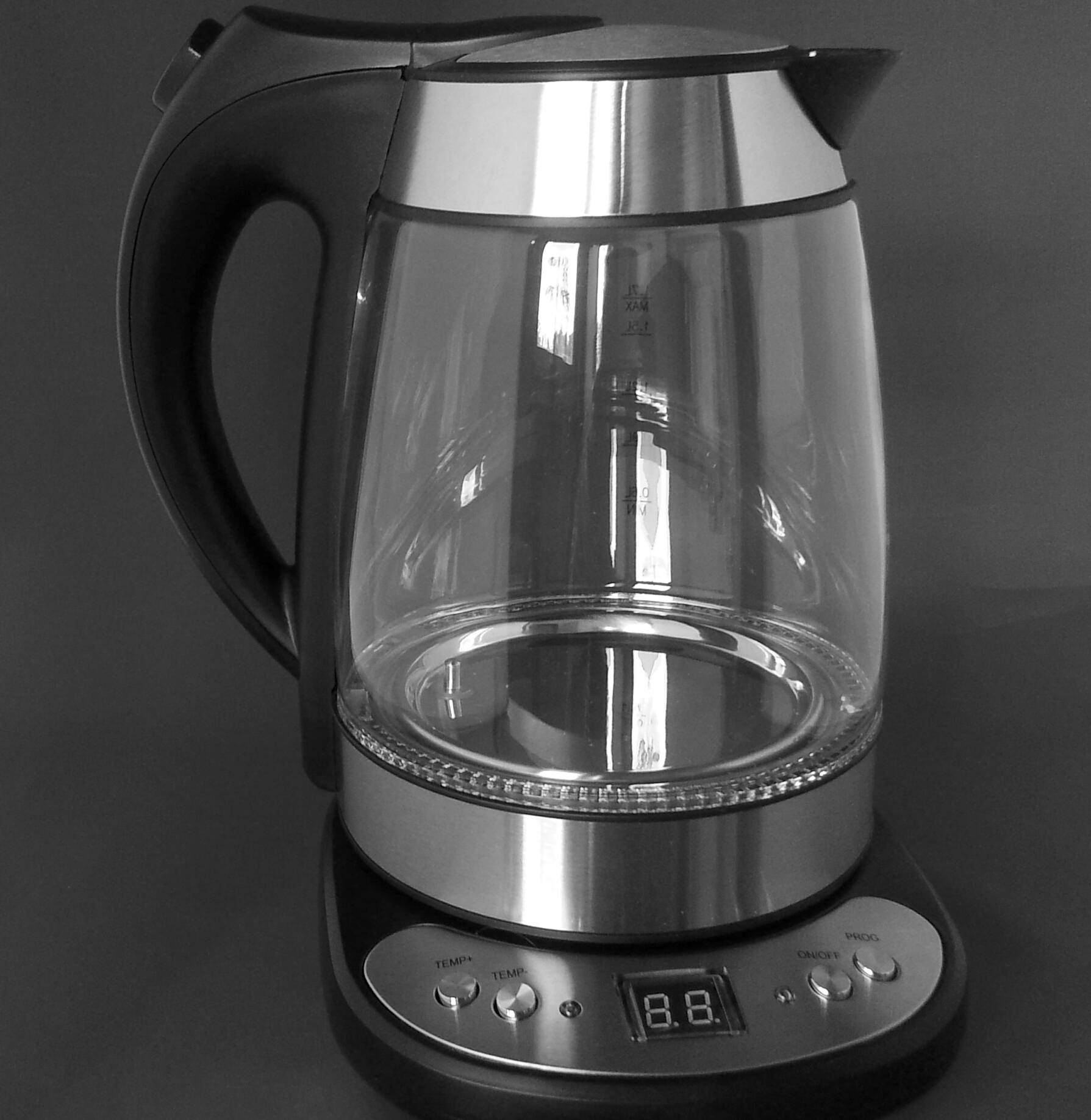
Wasserkocher mit Temperatureinstellung

Einige Geräte bieten neben der reinen Kochfunktion auch die Möglichkeit, das Wasser auf eine wählbare Temperatur – beispielsweise zwischen 40 °C und 100 °C – zu erhitzen (z. B. für die Zubereitung von Tee mit 90 °C und anderen Heißgetränken) und gegebenenfalls über einen längeren Zeitraum auf Temperatur zu halten. Für die Zubereitung von Babynahrung verfügen einige Wasserkocher auch über eine Abkochautomatik, die das Wasser zunächst bis zum Siedepunkt erhitzt und nach dem Wiederabkühlen längere Zeit auf einer voreingestellten niedrigeren Temperatur hält.
Insbesondere Geräte mit Metallgefäß bergen ein Verbrennungsrisiko, wenn die auf z. T. über 90 °C erhitzte Oberfläche beim Hantieren versehentlich berührt wird. Bessere Wärmeisolationseigenschaften bieten hier Geräte mit Glas- oder Kunststoffoberfläche, ebenso wie Geräte mit isolierendem Doppelmantel. Eine Verbrühung mit kochendem Wasser kann zu großflächigen Verbrennungen zweiten Grades führen.
Unfälle kommen vor, wenn Kinder Zugang zu Wasserkochern haben, insbesondere das Ziehen am herunterhängenden Stromkabel ist gefährlich.
Wasserkocher haben eine angegebene maximale Füllmenge, um Überkochen zu vermeiden. Bei manchen Geräten muss der Deckel beim Erhitzen geschlossen sein, da sonst die Abschaltung nicht funktioniert.

## Weitere Bauformen

### Kochendwassergerät

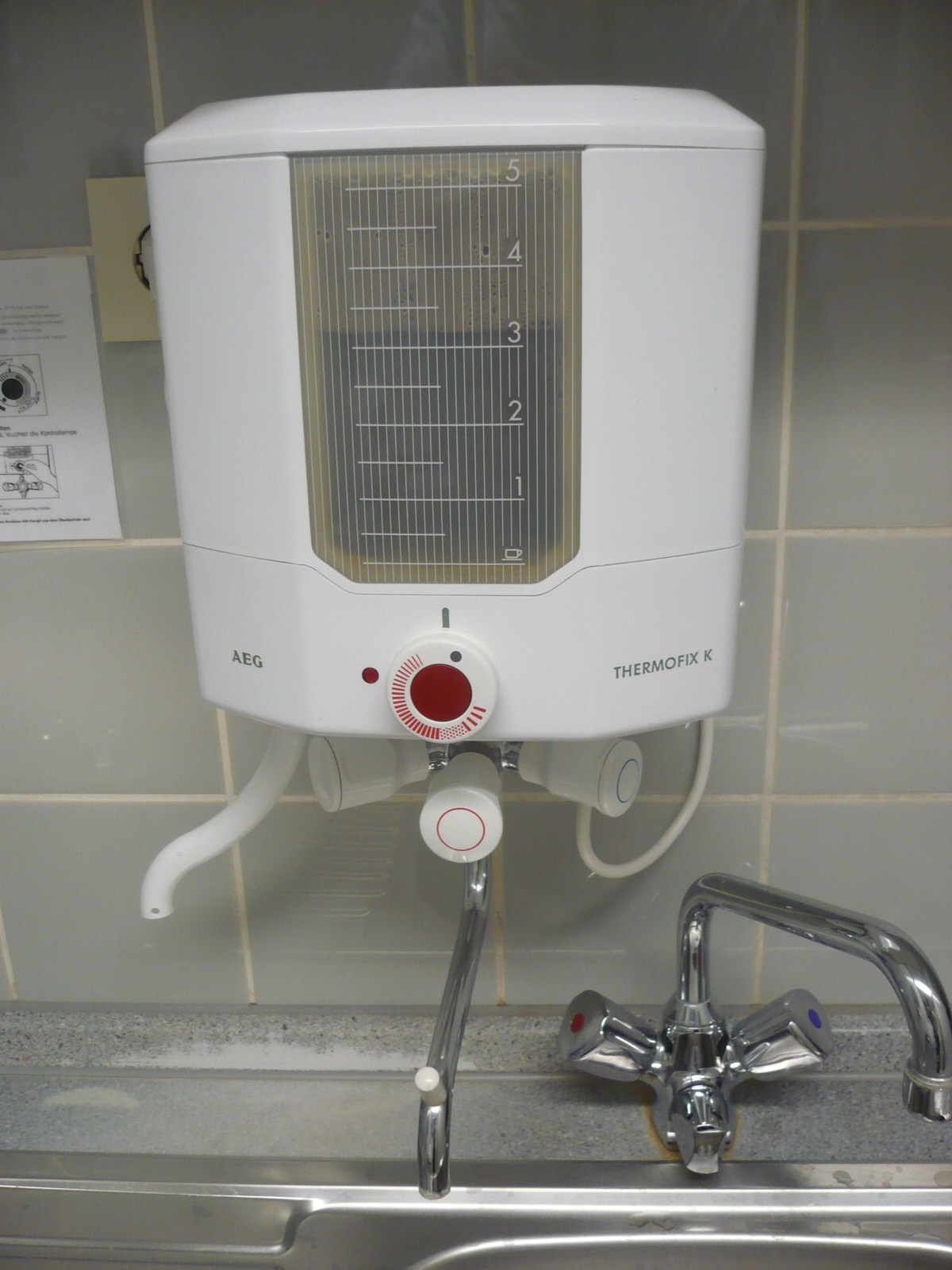
Fest installiertes, druckloses Kochendwassergerät (5 l)

Eine weitere Bauform sind sogenannte Kochendwassergeräte (Boiler). Hierbei handelt es sich um fest installierte Behälter mit rund 5 Liter Fassungsvermögen, die in der Lage sind, das Wasser bis zum Siedepunkt (aber auch einstellbaren niedrigeren Temperaturen) zu erhitzen. Das Gerät wird üblicherweise direkt über dem Spülbecken angebracht und an die Wasserleitung angeschlossen. Diese Anbringung ist vor allem in Altbauten zu finden, da die früher üblichen, einfachen Kaltwasserhähne an der Wand oberhalb des Spülbeckens leicht durch ein Kochendwassergerät ersetzt werden können.
Bei Benutzung des Geräts wird zunächst durch einen Zulaufhahn die benötigte Wassermenge (sie kann durch eine Füllskala an der Vorderseite des Behälters kontrolliert werden) aus der Wasserleitung in das Gefäß eingelassen, sodann das Gerät eingeschaltet. Nach wenigen Minuten hat das Wasser die gewünschte Temperatur erreicht. Dies wird meist durch das Erlöschen einer Kontrolllampe, manchmal aber auch zusätzlich durch ein akustisches Signal angezeigt. Das Wasser kann über den Ablaufhahn in ein daruntergestelltes Gefäß oder das Spülbecken abgelassen werden. Durch ein drittes Ventil ist es möglich, jederzeit kaltes Wasser am Gerät vorbei aus der Leitung zu zapfen oder dem Heißwasser beim Ablassen zuzumischen. Die Ventile befinden sich meist als separate Armatur unterhalb des Behälters, es gibt allerdings auch eine Bauweise, bei der sie in das Gehäuse integriert sind, wodurch die Bauhöhe verringert wird und das Gerät leichter in einer Einbauküche unterhalb von Hängeschränken montiert werden kann. Bei dieser Variante ist manchmal noch ein zusätzliches Ventil vorhanden, das als Geräteanschluss, z. B. für eine Spülmaschine, gedacht ist. Der Wasserbehälter eines Kochendwassergeräts besitzt oben meist eine kleine Öffnung, durch die Entkalker zur Reinigung von Kesselstein eingefüllt werden kann. Bei älteren Geräten besteht der Behälter oft aus Glas, heute ist entsprechend hitzefester Kunststoff üblich, auch werden die Behälter mittlerweile mit einer Wärmedämmung und Verkleidung versehen, die den Energieverbrauch mindert und vor Verbrennungen an der heißen Oberfläche schützt.
Kochendwassergeräte sind wegen ihrer festen Installation teurer und nicht so flexibel einsetzbar wie mobile Wasserkocher, dafür stellen sie aber unter Umständen für Kinder eine geringere Unfallgefahr dar, da sie nicht heruntergerissen oder umgekippt werden können. Im Hinblick auf die heute übliche zentrale Warmwasserversorgung werden sie nur noch selten eingebaut.

### Heißwasserspender

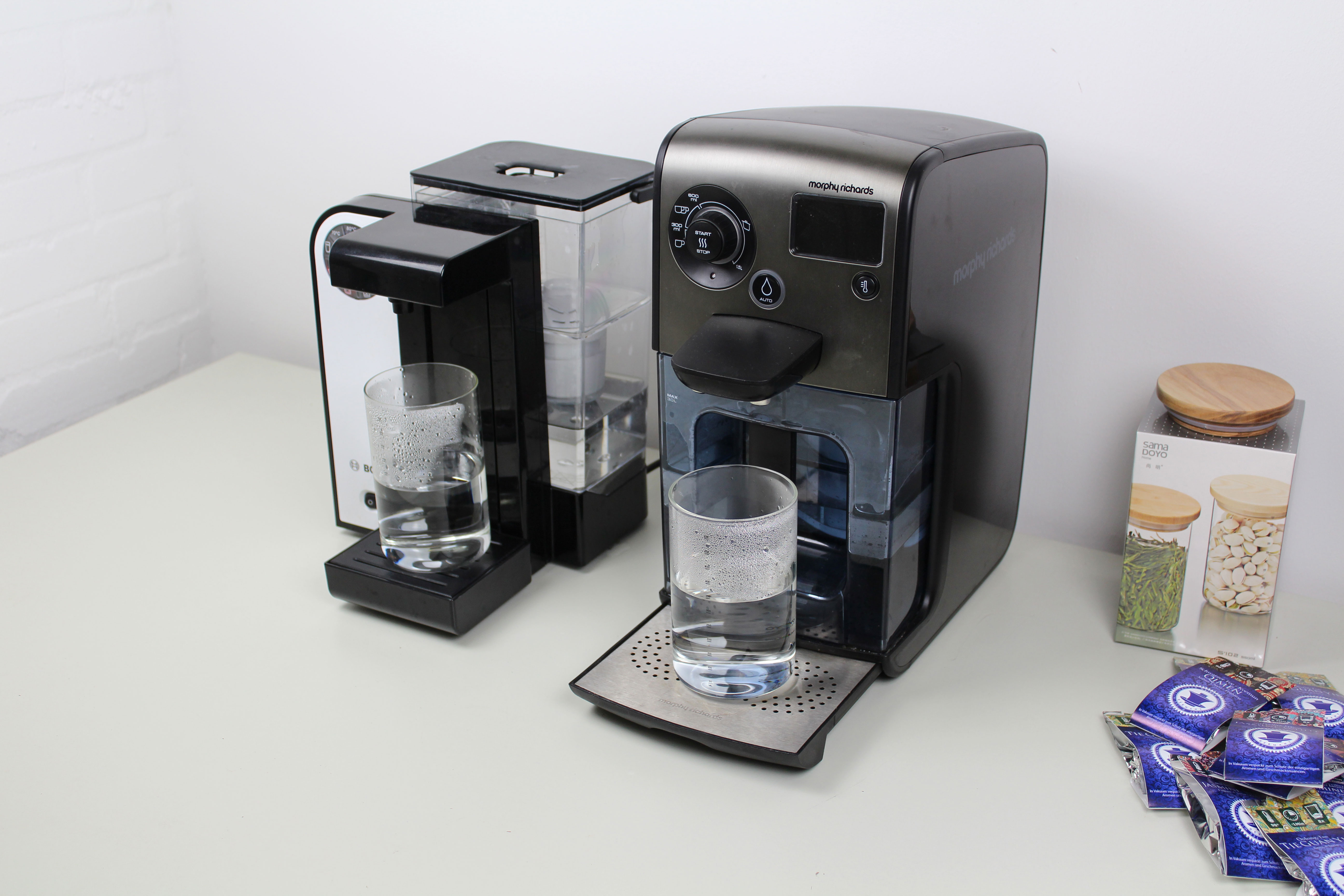
Zwei Heißwasserspender

Bei Heißwasserspendern wird auf Knopfdruck die benötigte Wassermenge mittels einer Pumpe aus einem Wassertank gepumpt und auf die eingestellte Wassertemperatur erhitzt. Bei Heißwasserspendern kann zwischen zwei Funktionsweisen unterschieden werden. Das Wasser wird entweder durch einen Durchlauferhitzer erhitzt und sofort ausgegossen oder zunächst in einen integrierten Wasserkocher gepumpt, dort auf die benötigte Temperatur erhitzt und im Anschluss ausgegossen.

### Elektrische Kanne

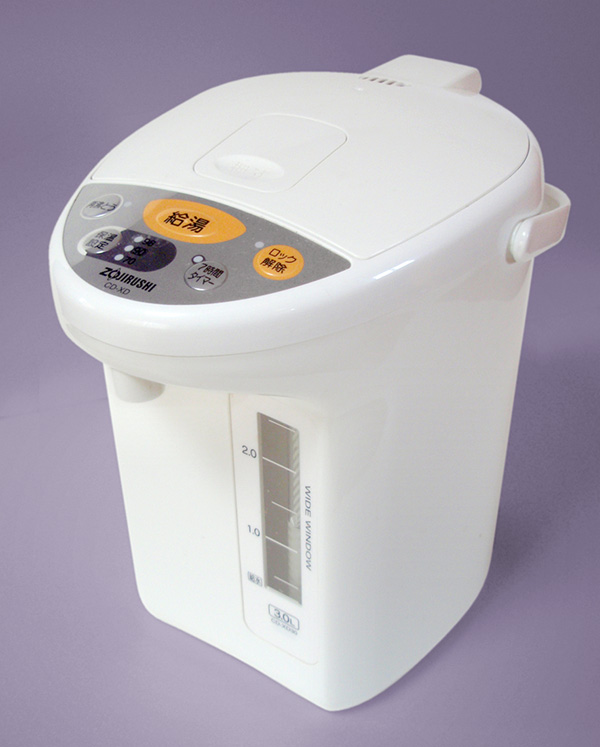
Japanischer Wasserkocher des Herstellers Zojirushi

Eine in Europa nahezu unbekannte Sonderform des Wasserkochers stellt die aus Japan stammende „elektrische Kanne“ (電気ポット denki potto) dar. Dabei handelt es sich um einen Wasserkocher, der ständig auf eine vorher bestimmte Temperatur erhitztes Wasser bereithält. Die Heizleistung liegt bei solchen Modellen meist niedriger als bei europäischen, dafür benötigt er aber eine Warmhalteleistung von ca. 50 Watt. Diese Geräte müssen zum Ausgießen nicht angehoben werden, da eine Pumpe auf Knopfdruck das heiße Wasser durch den Auslass befördert.
Ähnlich arbeiten elektrische Samoware, die in Russland und in der Türkei üblich sind. Sie besitzen jedoch stattdessen einen Hahn zur Wasserentnahme.